# 相模湖中継局
相模湖中継局（さがみこちゅうけいきょく）は、神奈川県相模原市緑区にある共建のテレビ中継局。

## 概要
- 相模原市緑区若柳の嵐山山頂に置局し、周辺地域をカバーエリアとする。
- NHKとテレビ神奈川が共建したアナログUHF局で、在京民放テレビのアナログ波は東京送信所からのVHF波が受信されていた。
- アナログはNHKとテレビ神奈川の共建だったが、デジタルについては在京民放も中継局を新設。
- 2009年3月31日デジタル中継局開局。
- （注意）偏波面は、水平偏波。

## 中継局概要

### 地上デジタルテレビジョン放送送信設備
| 放送局名          | リモコンキーID | 物理チャンネル     | 物理チャンネル     | 空中線電力 | ERP   | 放送対象地域                                      | 放送区域内世帯数 | 偏波面   | 開局日        |
| 放送局名          | リモコンキーID | 変更前のチャンネル | 変更後のチャンネル | 空中線電力 | ERP   | 放送対象地域                                      | 放送区域内世帯数 | 偏波面   | 開局日        |
| NHK東京総合テレビ | 1              | 19ch(変更無し)     | 19ch(変更無し)     | 300mW      | 1.15W | 関東広域圏 （茨城県、栃木県及び群馬県を含まない） | 3,112世帯        | 水平偏波 | 2009年3月31日 |
| NHK東京教育テレビ | 2              | 26ch               | 47ch               | 300mW      | 1.15W | 全国                                              | 3,112世帯        | 水平偏波 | 2009年3月31日 |
| tvkテレビ神奈川   | 3              | 18ch(変更無し)     | 18ch(変更無し)     | 300mW      | 1.15W | 神奈川県                                          | 3,112世帯        | 水平偏波 | 2009年3月31日 |
| NTV日本テレビ     | 4              | 25ch               | 37ch               | 300mW      | 1.15W | 関東広域圏                                        | 3,112世帯        | 水平偏波 | 2009年3月31日 |
| EXテレビ朝日      | 5              | 24ch               | 43ch               | 300mW      | 1.15W | 関東広域圏                                        | 3,112世帯        | 水平偏波 | 2009年3月31日 |
| TBSテレビ         | 6              | 22ch               | 42ch               | 300mW      | 1.15W | 関東広域圏                                        | 3,112世帯        | 水平偏波 | 2009年3月31日 |
| TXテレビ東京      | 7              | 23ch               | 44ch               | 300mW      | 1.15W | 関東広域圏                                        | 3,112世帯        | 水平偏波 | 2009年3月31日 |
| CXフジテレビ      | 8              | 21ch               | 41ch               | 300mW      | 1.15W | 関東広域圏                                        | 3,112世帯        | 水平偏波 | 2009年3月31日 |

- 2009年3月31日開局（水平偏波）。
- 2012年7月6日にNHK総合とtvk以外の各局は、物理チャンネルの変更が実施された。
- 地上デジタルテレビジョン放送局チャンネル変更予定表(参考リンク) (PDF)
- 中・小規模デジタル中継局 神奈川 - 総務省関東総合通信局

### 地上アナログテレビジョン放送送信設備
| 放送局名          | チャンネル | 空中線電力        | ERP               | 放送対象地域 | 放送区域内世帯数 | 偏波面   |
| tvkテレビ神奈川   | 47ch       | 映像3W /音声750mW | 映像13W /音声3.3W | 神奈川県     | 不明             | 水平偏波 |
| NHK東京教育テレビ | 49ch       | 映像3W /音声750mW | 映像13W /音声3.3W | 全国         | 不明             | 水平偏波 |
| NHK東京総合テレビ | 51ch       | 映像3W /音声750mW | 映像13W /音声3.3W | 関東広域圏   | 不明             | 水平偏波 |

- 正式局名は、「相模湖テレビ中継放送所」。
- 2011年7月24日で廃局。